# Птица (альбом)
«Птица» — шестой студийный альбом российской группы АукцЫон, вышедший в 1993 году и в 1994 с другим мастерингом. Диск был выпущен общим тиражом 3500 экземпляров. Одна из наиболее известных песен альбома — «Дорога».

## Описание
Альбом записан в течение сентября-ноября 1993 года в студии SNC в Москве. Встречаются две версии по поводу даты выхода альбома: 1993 и 1994. Это связано с разными вариантами мастеринга: гамбургским и московским, которые были сделаны с разницей в полгода. В записи альбома приняли участие наибольшее количество приглашённых музыкантов, в том числе струнный квартет.
На песни «Дорога» (режиссёр Сергей Зюзельков) и «Моя любовь» (режиссёр Фёдор Бондарчук) были сняты видеоклипы. Первоначальная версия клипа «Моя любовь» не понравилась музыкантам. Поэтому они переделали ролик, и в таком виде он стал известен. Авторский вариант был опубликован спустя много лет. Песня «Дорога» стала саундтреком фильма А. Балабанова «Брат-2» и компьютерной игры Metro Exodus украинской компании 4A Games: в этой же игре, а также в стратегии, посвященной Второй мировой войне Sudden Strike (разработчик — российская и кипрская компания Fireglow Games), прозвучала песня «Спи, солдат».
Первая песня для альбома была написана Леонидом Фёдоровым и Олегом Гаркушей в дни августовского путча 1991 года, а последняя («С днём рождения») — за два дня октябрьского путча (3 и 4 октября).
В 2010 году альбом занял 2-е место в списке «50 лучших русских альбомов всех времен», составленный журналом «Афиша» по итогам опроса молодых российских музыкантов.
Несмотря на успех альбома, Леонид Федоров считает этот альбом неудачным. Олег Гаркуша говорит, что Федоров — «человек не от мира сего» и поэтому объяснить этот факт невозможно.

## Переиздание альбома
В начале 2013 года лейблом  «Геометрия» было выпущено подарочное издание альбома: CD с мастерингом 1993 года в четырёхполосном диджипаке с 28-страничным буклетом, DVD-альбом с мастерингом 2012 года в формате 5.1 в четырёхполосном диджипаке с 24-страничным буклетом. Видеоматериал издания включает в себя бонусный DVD в картонном конверте с киевским концертом группы – один из немногих, профессионально снятых в период активной концертной жизни альбома; программа «Воскресенье с Дмитрием Дибровым» с участием АукцЫона, а также клипы «Дорога» и «Моя любовь» (в двух версиях монтажа – режиссёра Фёдора Бондарчука и авторской от группы АукцЫон); пазл с обложкой альбома. Все упаковано в коробку с голографическим рисунком на крышке.
В августе 2013 года альбом был перевыпущен музыкальным издательством «Мирумир» в форме виниловой LP-пластинки (номер каталога - MIR 100385).

## Список композиций
| №   | Название          | Текст песни      | Музыка             | Длительность |
| --- | ----------------- | ---------------- | ------------------ | ------------ |
| 1.  | «Птица»           | Олег Гаркуша     | Леонид Фёдоров     | 3:31         |
| 2.  | «Дорога»          | Дмитрий Озерский | Леонид Фёдоров     | 3:17         |
| 3.  | «Глаза»           | Дмитрий Озерский | Леонид Фёдоров     | 4:25         |
| 4.  | «Всё вертится»    | Дмитрий Озерский | Леонид Фёдоров     | 4:03         |
| 5.  | «Седьмой»         | Дмитрий Озерский | Леонид Фёдоров     | 6:00         |
| 6.  | «Уши»             | Олег Гаркуша     | Дмитрий Матковский | 2:56         |
| 7.  | «Ещё не поздно»   | Дмитрий Озерский | Леонид Фёдоров     | 3:41         |
| 8.  | «С днём рождения» | Дмитрий Озерский | Леонид Фёдоров     | 3:22         |
| 9.  | «Моя любовь»      | Дмитрий Озерский | Леонид Фёдоров     | 4:22         |
| 10. | «Спи, солдат»     | Дмитрий Озерский | Леонид Фёдоров     | 5:59         |
| 11. | «Колик»           |                  | Николай Рубанов    | 0:53         |

## Участники записи
АукцЫон
- Леонид Фёдоров — вокал, электрогитара, акустическая гитара
- Дмитрий Матковский — электрогитара, акустическая гитара, ситар, гавайская гитара
- Виктор Бондарик — бас-гитара
- Дмитрий Озерский — клавишные, перкуссия
- Николай Рубанов — баритон-саксофон, сопрано-саксофон, бас-кларнет
- Борис Шавейников — ударные, ксилофон, конга
- Павел Литвинов — перкуссия
- Олег Гаркуша — декламация, подпевки[9]

Дополнительные участники
- Анна Хвостенко — подпевки (1, 6, 8)
- Аркадий Шилклопер — валторна (6, 10)
- Олег Рувинов — туба (9, 10)
- Рамиль Шамсутдинов — тромбон (9, 10)
- Клавдия Лудимова — скрипка (6)
- Корней Морозов — скрипка (2, 6)
- Трифон Вишняков — альт (6)
- Терентий Дубровин — виолончель (2, 6)